# Байсел, Джемре
Джемре́ Байсе́л (тур. Cemre Baysel; род. 5 февраля 1999, Измир) — турецкая актриса

 кино и телевидения.

## Ранние годы
Джемре Байсел родилась 5 февраля 1999 года в Измире (Турция). Мать — Фатош Байсел. Есть старший брат — Митхат Байсел (род. 21 апреля 1993 года). Родственники Байсел по материнской линии родом из Шанлыурфы, а родственники по отцовской линии иммигрировали с Балканского полуострова (Османская империя). Байсел окончила отделение живописи Высшей школы изящных искусств Ышылай Сайгын и факультет живописи Эгейского университета.

## Карьера

### 2010-е годы
Дебютной ролью Байсел стала Гонджа Макасчи в телесериале «Зелёное море», в котором она играла с 2014 по 2016 год. В 2017 году она сыграла роль Гюльпери в телесериале «Безымянные». С 2017 по 2018 год играла роль Фирузе в телесериале «Права на престол: Абдулхамид».
С 2018 по 2019 год Байсел играла роль Мелис Челен в телесериале «Не отпускай мою руку», принёсшем ей популярность и номинацию на Молодёжную премию Турции в категории «Лучшая актриса второго плана на телевидении».

### 2020-е годы
В 2020 году Байсел сыграла роль Фатош в телесериале «Рамо». С 2020 по 2021 год она играла роль Бириджик Эргюн в телесериале «Моя левая половинка». В 2021 году сыграла роль Ады Тёзюн в телесериале «Игра судьбы» и в том же году была удостоена звания «Восходящая звезда» на 47-й церемонии вручения премии «Золотая бабочка».
В 2022 году Байсел стала лицом Seçil Store, Citroen Turkey и La Roche Posay, и сыграла роль Эфсун Армаган в телесериале «Красивее, чем ты».

## Фильмография
| Год       |   | Русское название             | Оригинальное название | Роль                         |
| --------- | - | ---------------------------- | --------------------- | ---------------------------- |
| 2014—2016 | с | Зелёное море                 | Yeşil Deniz           | Гонджа Макасчи               |
| 2017      | с | Безымянные                   | İsimsizler            | Гюльпери                     |
| 2017—2018 | с | Права на престол: Абдулхамид | Payitaht Abdülhamid   | Фирузе                       |
| 2018—2019 | с | Не отпускай мою руку         | Elimi Bırakma         | Мелис Челен                  |
| 2020      | с | Рамо                         | Ramo                  | Фатма (Фатош) Кая / Йылдырым |
| 2020—2021 | с | Моя левая половинка          | Sol Yanım             | Бириджик Эргюн               |
| 2021      | с | Игра судьбы                  | Baht Oyunu            | Ада Тёзюн                    |
| 2022      | с | Красивее, чем ты             | Senden Daha Güzel     | Эфсун Армаган                |
| 2018—2019 | с | Степь                        | Bozkır                | Севда                        |
| 2023      | с | Спрячь меня                  | Sakla Beni            | Инджила                      |
| 2023      | ф | Фильм о любви                | Aşk Filmi             | Яз Акдениз                   |

### Участие в рекламе
- 2022 — «La Rocha Posay Турция»[12]
- 2022 — «Flo»[13]
- 2022 — «Seçil Store»[14]
- 2023 — «New Well»[15]

## Награды и номинации
| Год  | Премия                                      | Категория                                              | Работа               | Результат |
| ---- | ------------------------------------------- | ------------------------------------------------------ | -------------------- | --------- |
| 2019 | Молодёжная премия Турции                    | Лучшая актриса второго плана на телевидении            | Не отпускай мою руку | Номинация |
| 2021 | Премия Golden 61 Стамбульского университета | Лучшая женская роль в романтическом комедийном сериале | Игра судьбы          | Победа    |
| 2021 | Золотая бабочка                             | Восходящая звезда                                      | Игра судьбы          | Победа    |
| 2021 | Золотая бабочка                             | Лучшая женская роль в романтической комедии            | Игра судьбы          | Номинация |
| 2021 | Золотая бабочка                             | Лучшая сериальная пара                                 | Игра судьбы          | Номинация |
| 2022 | KizlarSoruyor                               | Лучшая пара в сериале                                  | Игра судьбы          | Победа    |